# Open 13 Provence 2021
L'Open 13 Provence 2021 è stato un torneo di tennis giocato sul cemento indoor. È stata la 29ª edizione del torneo facente parte dell'ATP Tour 250 nell'ambito dell'ATP Tour 2021. Si è giocata al Palais des Sports di Marsiglia in Francia, dall'8 al 14 marzo 2021.

## Partecipanti

### Teste di serie
| Nazionalità | Giocatore                   | Ranking* | Testa di serie |
| ----------- | --------------------------- | -------- | -------------- |
| Russia      | Daniil Medvedev             | 3        | 1              |
| Grecia      | Stefanos Tsitsipas          | 6        | 2              |
| Russia      | Karen Chačanov              | 21       | 3              |
| Francia     | Ugo Humbert                 | 31       | 4              |
| Italia      | Jannik Sinner               | 34       | 5              |
| Giappone    | Kei Nishikori               | 45       | 6              |
| Spagna      | Alejandro Davidovich Fokina | 51       | 7              |
| Giappone    | Yoshihito Nishioka          | 54       | 8              |

* Ranking al 1º marzo 2021.

### Altri partecipanti
I seguenti giocatori hanno ricevuto una wild card per il tabellone principale:
- Benjamin Bonzi
- Hugo Gaston
- Petros Tsitsipas

Il seguente giocatore è entrato in tabellone tramite il ranking protetto:
- Mackenzie McDonald

I seguenti giocatori sono entrati in tabellone passando dalle qualificazioni:

- Alex Molčan
- Constant Lestienne
- Arthur Rinderknech
- Matthew Ebden

### Ritiri
Prima del torneo
- Aljaž Bedene → sostituito da  Mackenzie McDonald
- Matteo Berrettini → sostituito da  Michail Kukuškin
- Marin Čilić → sostituito da  Cameron Norrie
- Kyle Edmund → sostituito da  Jahor Herasimaŭ
- Gilles Simon → sostituito da  Lucas Pouille
- Jan-Lennard Struff → sostituito da  Emil Ruusuvuori
- Fernando Verdasco → sostituito da  Pierre-Hugues Herbert
- Jiří Veselý → sostituito da  Grégoire Barrère

## Partecipanti al doppio

### Teste di serie
| Nazione     | Giocatore      | Nazione     | Giovatore            | Ranking* | Testa di serie |
| ----------- | -------------- | ----------- | -------------------- | -------- | -------------- |
| Regno Unito | Ken Skupski    | Regno Unito | Neal Skupski         | 88       | 1              |
| Regno Unito | Luke Bambridge | Regno Unito | Dominic Inglot       | 110      | 2              |
| Regno Unito | Jonny O'Mara   | Pakistan    | Aisam-ul-Haq Qureshi | 111      | 3              |
| India       | Divij Sharan   | Slovacchia  | Igor Zelenay         | 142      | 4              |

* Ranking aggiornato al 1º marzo 2021.

### Altri partecipanti
Le seguenti coppie hanno ricevuto una wildcard per il tabellone principale:
- Albano Olivetti /  Jo-Wilfried Tsonga
- Petros Tsitsipas /  Stefanos Tsitsipas

## Campioni

### Singolare
Daniil Medvedev ha sconfitto in finale  Pierre-Hugues Herbert con il punteggio di 6-4, 6(4)-7, 6-4.
- È il decimo titolo in carriera per Medvedev, il primo della stagione.

### Doppio
Lloyd Glasspool /  Harri Heliövaara hanno sconfitto in finale  Sander Arends /  David Pel con il punteggio di 7-5, 7-6(4).